# Kapa Moračka
Kapa Moračka – szczyt w paśmie Moračke planine, w Górach Dynarskich, położony w Czarnogórze. Jest to najwyższy szczyt pasma Moračke planine. 